# Elseya schultzei
Elseya schultzei is een schildpad uit de familie slangenhalsschildpadden (Chelidae).

## Naam en indeling
De wetenschappelijke naam van de soort werd voor het eerst voorgesteld door Theodor Vogt in 1911. Oorspronkelijk werd de wetenschappelijke naam Emydura schultzei gebruikt. De soortaanduiding schultzei is een eerbetoon aan de Duitse zoöloog Leonhard Schultze-Jena (1872 - 1955).

## Uiterlijke kenmerken
De schildpad is van andere soorten te onderscheiden door het schild aan de bovenzijde van de kop. Dit schild is smaller dan bij de soort Elseya novaeguineae maar juist breder dan bij de soort Elseya rhodini. De ogen hebben een groene kleur met een afstekende goudkleurige iris.

## Verspreiding en habitat
Elseya schultzei komt voor in delen van Azië en komt endemisch voor in noordelijk Papoea-Nieuw-Guinea. Elseya schultzei is alleen te vinden in het noordelijke deel van het eiland terwijl de verwante soort Elseya novaeguineae slechts voorkomt in het uiterste westelijk deel op de schiereilanden Vogelkop (Doberai) en Bomberai. De soort Elseya rhodini bewoont het zuidelijke deel van Papoea-Nieuw-Guinea en De habitat bestaat uit rivieren, moerassen en andere grotere wateren.